# L'Atalaiador
L'Atalaiador és una muntanya de 2.237 metres que es troba al municipi de Queralbs, a la comarca catalana del Ripollès.